# Cardiophorus barrosi
Cardiophorus barrosi é uma espécie de insetos coleópteros polífagos pertencente à família Elateridae.
A autoridade científica da espécie é Guerin, tendo sido descrita no ano de 1893.
Trata-se de uma espécie presente no território português.